# Корнилова
Корни́лова (рос. Корнилова) — присілок у складі Горноуральського міського округу Свердловської області.
Населення — 74 особи (2010, 85 у 2002).
Національний склад станом на 2002 рік: росіяни — 100 %.